# Краснохолмский Антониев монастырь
Краснохо́лмский Никола́евский Антониев монасты́рь — восстанавливаемый мужской монастырь Бежецкой епархии Русской православной церкви, расположенный в деревне Слобода Краснохолмского района Тверской области (в километре от города Красный Холм по трассе Р-84 на юго-запад) у слияния рек Неледины и Могочи.
Монастырский «Летописец» относит основание монастыря к 1461 году, когда преподобный Антоний, вероятно пришедший из Кирилло-Белозерского монастыря, поселился на этих землях.
Преподобный Антоний, по свидетельству «Летописца», имел какое-то намерение в своем путешествии и первоначально не собирался оставаться там, где позднее возникнет монастырь. Лишь тяжелая болезнь Антония и последующее выздоровление изменили его планы, и в 1461 году была воздвигнута деревянная часовня и келья.
Время духовного и материального расцвета монастыря — XV—XVI века, вторая половина XVII века. Вклады в монастырь делали представители боярских и дворянских родов: Тютчевы, Шереметевы, Нелединские-Мелецкие, Милюковы, Бутурлины, князья Щербаковы и другие. Большое число вкладчиков монастыря в это время обеспечили его благосостояние.
В Смутное время, в начале XVII века, обитель была разорена, но быстро восстановилась.
Петровские реформы начала XVIII века поставили монастырь в очень тяжёлое положение. Указом Екатерины II 1764 года от монастыря были отобраны обширные вотчины. История монастыря в XIX веке отразила основные тенденции, характеризующие синодальный период существования Русской Православной Церкви.
После революции 1917 года обитель была закрыта, разделив участь многих русских обителей, и в 1930-х годах сооружения монастыря были разрушены.
В 2010 году митрополит Тверской и Кашинский Виктор (Олейник) принял решение о подготовке к регистрации монастыря как действующей обители.
В августе 2013 года по благословению епископа Бежецкого и Весьегонского Филарета (Гаврина) Краснохолмский Николаевский Антониев монастырь зарегистрирован как Краснохолмское Свято-Николаевское архиерейское подворье. Настоятелем подворья назначен иеромонах Силуан (Конев). В мае 2014 года Антониев монастырь был передан Русской Православной Церкви.
На территории монастыря находится один из древнейших памятников зодчества Тверской области — белокаменный Никольский собор (1481—1493). В настоящее время храмы и другие строения монастыря нуждаются в срочных реставрационных работах.

## История монастыря

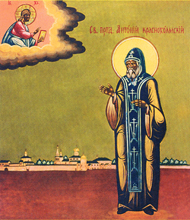
Переподобный Антоний Краснохолмский

### XV век. Предыстория основания обители
XV век был вершиной русского подвижничества. Этот расцвет, возвысивший духовный авторитет монашества в государственной жизни, явился следствием плодотворного духовного делания целого сонма подвижников, которые так или иначе связаны со школой святого Сергия Радонежского. Влияние преп. Сергия на монашескую традицию не только вызвало возрождение киновии в русских монастырях, оно стало основанием и корнем великого древа монашества XIV—XV вв. Множество монастырей с общежительным уставом обязаны преподобному Сергию Радонежскому своим основанием.
Самым известным из основателей монастырей — учеников преп. Сергия — является преп. Кирилл Белозерский (+1427), создатель монастыря на берегу Белого озера. Преп. Кирилл стал духовным отцом группы особо строгих подвижников, из которых позже в конце XV и первой половине XVI в. сформировалось особое течение в монашестве той эпохи — заволжское старчество. В Кирилло-Белозерском монастыре духовно вырос целый ряд основателей новых обителей.
Единственный источник по первоначальной истории Краснохолмского Николаевского Антониева монастыря (монастырский «Летописец…») указывает на основателя монастыря — священноинока Антония, пустынножителя, старца, пришедшего из страны «нарицаемой человеческими глаголы Белозерския». Это позволяет предположить, что преп. Антоний был в числе тех, на кого оказала влияние и Кирилло-Белозерская обитель, и её основатель преп. Кирилл (+1427). Самого преп. Кирилла (+1427) Антоний вряд ли мог знать, так как пришел на земли Бежецкого Верха через 34 года после кончины Кирилла.

### Основание монастыря
Об основании монастыря повествует единственный источник по первоначальной истории Краснохолмского Николаевского монастыря: «Летописец о зачатии Бежецкого верху Николаевского Антониева монастыря и о строении церквей Божиих и о дании вотчин в обитель сию великих князей и бояр и прочих благодетелей».
«Летописец» относит основание монастыря к 1461 году, когда преподобный Антоний, вероятно пришедший из Кирилло-Белозерского монастыря, поселился на этих землях. Преподобный Антоний имел некое намерение в своем путешествии из Кирилло-Белозерской обители и первоначально не собирался оставаться там, где позднее возникнет монастырь.
Земля, на которую пришел Антоний, принадлежала на правах вотчины боярину Афанасию Васильевичу Нелединскому (в начале XVIII века одна из ветвей этого рода получила право именоваться Нелединскими-Мелецкими). В результате тяжелой болезни Антоний был вынужден остановиться в своем путешествии. После того как болезнь оставила священноинока, он испросил у боярина Афанасия Васильевича (реальное историческое лицо: упоминается в исторических документах и официальной родословной Нелединских-Мелецких) небольшой участок земли, где для совершения молитв построил деревянную часовню и для себя келью. Слух о богоугодной жизни подвижника скоро распространился по окрестностям и к нему стали стекаться и те, кто хотел получить у него благословение, и те, кто желал вместе с ним молиться. Появились средства для постройки деревянной церкви и ограды вокруг неё.
Существует устное предание, что однажды ночью Антоний увидел из окна своей кельи необычный свет, вышел во двор и увидел на дереве икону святителя Николая Чудотворца. Воздав хвалу Господу, он внес икону в свою часовню, а после устроения деревянной церкви посвятил её святителю Николаю. Желавших вместе с ним жить он принимал всех, вместе с ними трудился при устроении келий и был для них образцом и руководителем в богоугодной жизни. Так получил своё устроение монастырь, названный в честь святителя Николая и в память основателя — Антониевым.
Местность, где был основан монастырь, состояла в Бежецком углу Новгородской области. В церковном управлении Бежецкий верх, а, следовательно, и монастырь, зависел до 1776 г. от Новгородской кафедры.
Берег рек, на котором стал устраиваться монастырь, был низменный, заливавшийся в весеннее время водой, и потому первая деревянная церковь и келья были немного в стороне на ближайшей к реке возвышенной местности. Преп. Антоний пожелал, чтобы предложенный к построению каменный храм, а также кельи и монастырские службы были на самом берегу реки, для чего потребовалось сделать насыпную площадь, значительную по пространству и высоте насыпи. В этом деле видится участие Нелединских. Часть средств могла быть предоставлена углицким князем Андреем Васильевичем Большим, к уделу которого с 1462 года принадлежали земли Бежецкого верха.
На насыпной и выровненной площади в 1481 году, по сказанию монастырского летописца, преп. Антоний положил основание величественному по тому времени храму во имя святителя Николая Чудотворца с приделом Благовещения Пресвятой Богородицы.
Через некоторое время после основания собора преп. Антоний скончался, и храм был достроен его преемником Германом (1482-ок.1493 гг.). Герман был избран из братии обители и какое-то время был строителем, а затем архиепископом Новгородским возведен в сан игумена. После него другие настоятели были в игуменском сане. При Германе Никольский собор был украшен и освящен.

#### Игумены
- Преподобный Антоний — основатель, строитель (1461—1481)
- Герман — строитель, первый игумен (1480-е — 1490-е)

### История монастыря во второй половине XV—XVI веках
По сведениям летописца, при игумене Паисии I (1494-начало XVI в.) была построена церковь с трапезной, известная с начала XVI столетия под именем храма Димитрия Солунского.
Летописец отмечает игуменство Вонифатия (после 1520 г.), избранного из числа братии монастыря. Поскольку слух о благочестивой жизни игумена Вонифатия дошел и до великого князя Василия Ивановича, тот посетил Антониев монастырь, вероятно в 1526 г., когда вместе с молодой супругой Еленой ходил на богомолье в Кириллов монастырь.
Следующими игуменами обители были Макарий и Арсений, а примерно с 1548 года настоятелем монастыря становится игумен Иоасаф I. Он приобрел довольно много ценной церковной утвари. Впоследствии Иоасаф становится игуменом в Троице-Сергиевом монастыре и потому в описях второй половины XVI века пожертвованные им вещи обозначались как данные «Троицким игуменом Иосафом».
Во второй половине XVI века монастырь продолжат получать значительные вклады, в том числе и от давних благодетелей Неледенских. Владения монастыря неоднократно увеличивались во второй половине XVI века.
Пожертвования Иоанна Грозного были довольно значительные, благодаря чему к 1592 году была построена церковь в честь Покрова Пресвятой Богородицы. Она была построена вместо трапезной церкви Димитрия Солунского, тоже с ризными службами. Белый камень для фундамента и извести ломали на Мологе. В устроении этой церкви принял участие своими деньгами живший в монастыре и постриженный с именем Феодорита, боярин Федор Васильевич Шереметев (сын Василия Андреевича, в монашестве Вассиана, и брат Ивана Васильевича Шереметева).

#### Игумены
- Паисий I
- Макарий
- Арсений
- Игнатий (1545—1546)
- Иоасаф I (1546—1548)
- Паисий II (1548-50-е гг. XVI в.; 1560—1564)
- Варфоломей (прежде 1558)
- Иннокентий (прежде 1560)
- Григорий (1564—1565)
- Иона I (1565—1572)
- Паисий III (с 1572)
- Вонифатий (1570-е годы)
- Александр (1574—1582; 1583—1585)
- Феодосий (1582; 1591)
- Иоаким (1585—1587)
- Константин (1587—1591; 1593)
- Гурий (келарь) и казначей — управители (1591)
- Ксенофонт (1598)

### История обители в XVII веке
С появлением Лжедмитрия II наступило бедственное положение для всего государства. В 1608 года игумен Кирилл ездил к самозванцу с образом святителя Николая Чудотворца и святой водой. Но покорность Лжедмитрию II не спасла монастырь от грабежей и разбоев бродивших около него поляков и русских мятежников.
Не имея каменных стен, он не мог защищаться даже от мелких шаек вольницы, и панам воеводам должен был для оберегания себя и своих вотчин давать деньги и фураж.
Выдачи денег «для оберегания» не смогли уберечь монастырь и его земли. Храм были поруганы, а многие земли пришли в запустение.
29 декабря 1609 г. Лжедмитрий бежал в Калугу, а 12 января 1610 г. обратились в бегство и войска из-под Троице-Сергиевой Лавры. Стало немного спокойнее и в монастыре. Обитель занялась восстановлением поруганной святыни и исправлением повреждений.
После 1611 года Казаки и поляки совершенно завладели монастырем и его вотчинами, избив оставшихся в монастыре монахов. Села и деревни были сожжены, жители разбежались или были убиты.
Положение начало меняться, когда в начале апреля 1612 г. Минин и Пожарский пришли с ополчением в Ярославль и здесь остановились для устроения дел. В это время в Антониевом монастыре «сидели» черкасы и литовские люди. Пожарский и Минин, получившие весть об этом, послали против них значительное войско. Дело обошлось без битвы: с дороги отъехал из отряда Смолянин Юшка Потемкин и сказал черкасам, что идет на них князь Димитрий Мамстрюкович Черкасский со множеством ратных людей. Черкассы, услышав эту весть, побежали наскоро из монастыря и монастырь был освобожден.
Игумен Иона стал настоятелем в 1614 г. С севера, из-за Онеги, из-за Белозера стали стягиваться и двигаться к югу шайки черкес и с ними «разных воров». Для отражения и истребления вольницы в монастыре поместились стрельцы и была установлена станица казаков. Игумен с братией принуждены были выехать на Городецко в свой монастырский двор и в Введенский монастырь, и оттуда задабривали охранителей монастыря.
После заключения мира в Деулине положение в государстве стабилизировалось. Распоряжениями игумена Ионы и последующих настоятелей постепенно изглаживались следы разорения в монастыре и в его вотчинах. Разорение вотчин монастыря было заметно ещё в конце 1620-х гг. В 1634 г. постигло новое бедствие от пожара.
Ставший в 1635 г. настоятелем Антониева монастыря игумен Иона III был духовником государыни Марфы Иоанновны, матери царя Михаила Федоровича. Вотчинное имение матери царя Михаила Федоровича, село Хабоцкое с деревнями было смежно с монастырскими владениями. Вероятно, при посещении своей вотчины она заезжала в монастырь, когда Иона был простым священником. Иона сначала управлял монастырем в должности келаря, а в сан игумена возведен в конце 1636 г.
В 1647 году был избран братией Иоасаф (1647—1654 гг.). Игумен Иоасаф исправил неоконченное его предшественниками восстановление монастыря после постигших его бедствий. При нём возобновлена Воскресенская церковь, стоявшая с разоренными престолами после литовского нашествия. Игумен Анатолий (Смирнов)в своей книге приводит мнение о том, что Иоасаф, сначала став архимандритом Троице-Сергиева монастыря, «был призван на патриарший престол после Никона».
В 1688 году в Патриаршем разряде было предложено приписать Антониев монастырь к Воскресенскому Новоиерусалимскому монастырю. Неблагоприятное для монастыря предложение было отвергнуто. По всей видимости, архимандрия учреждена была в Антониевом монастыре по ходатайству знатных вкладчиков. Первым архимандритом был поставлен Иосиф (1690—1701 гг.) из иеромонахов новгородского Деревяницкого монастыря. Памятниками его деятельности остались: почти вся восточная каменная ограда с двумя башнями, церковью Вознесения. В Никольском соборе был обновлен иконостас и появилось настенное письмо.

#### Строительство храмов и зданий в конце XVII века
В 1668 году по благословению митрополита Новгородского Питирима построена Каменная колокольня.
С 1685 года в монастыре началась усиленная деятельность по постройке каменных церквей, келий и ограды. В этом году построены на северной стороне монастыря каменные казенные палаты и внизу их больничные кельи с церковью в честь Благовещения Пресвятой Богородицы. Существовавший в соборном храме придел Благовещения был упразднен. В 1690 г. пристроена к Никольскому соборному храму малая церковь во имя Всех святых.
В 1690 году построена каменную церковь Вознесения Господня с одним главным престолом и двумя приделами.
В том же 1690 году была начата постройка каменной братской поварни-двухэтажного корпуса, названного Иверским. Почти в то же время было начато строительство на восточной стене монастыря по обе стороны строившейся Вознесенской церкви каменной ограды и келий, с двумя башнями по концам ограды.
К концу XVII века были построены ограда на восточной стороне и две башни, в этой же линии ограды по обе стороны Вознесенской церкви построены двухэтажные каменные кельи: у северной башни (Макарьевские) и у южной башни над выездными воротами. По всей каменной ограде сделаны были переходы с бойницами в два ряда, в башнях бойницы были в три ряда.

#### Игумены
- Иосиф I (1602—1606)
- Кирилл (1607—1613)
- Иона II (1614—1627) — с его настоятельством связано начало возрождения монастыря после польско-литовского разорения
- Варсонофий (1627—1629)
- Дионисий (1631—1635)
- Иона III (1635—1639) — духовник «великой государыни» инокини Марфы Ивановны Романовой
- Сильвестр (1640—1641)
- Никандр (1642—1646)
- Нифонт (1646—1647)
- Иона IV (1647)
- Иоасаф Новоторжец (1647—1654), последствие Патриарх Московский и всея Руси (1667—1672)
- Никон (1655—1657)
- Боголеп (1658—1662)
- Авраамий (1663—1670)
- Иоасаф III (1671—1675)
- Сергий (1675—1680)
- Лаврентий Соловьянин (1680) — управитель
- Варлаам (1680—1682)
- Филарет (1682—1683)
- Паисий IV (1683—1687) — при нём был составлен монастырский «Летописец»
- Харлампий (1687—1690)

#### Архимандриты, игумены
- Иосиф (1690—1701) — первый настоятель монастыря в сане архимандрита

### XVIII век
С наступлением XVIII столетия начались преобразования Петра I относительно монастырских вотчин и самих монастырей. С этого времени материальное благосостояние монастыря стало ухудшаться. В 1701 году монастырские вотчины и доходы с них были подчинены ведению Монастырского Приказа в Москве и оттуда присланы были присланы для управления вотчинами стольники.
Монастырь уплачивал взносы за владения вотчинами, за право пострижения в монашество вдовых священников. Все доходы (с мельниц, рыбной ловли) были обложены канцелярским сбором. Взимались платежи на Военный Приказ, на Адмиралтейство, на обмундирование и содержание рекрут, на жалование драгунам и на другие нужды.
В 1722 г. на монастырь была возложена новая повинность — давать помещение и довольствие старым и увечным солдатам, отставным офицерам, унтер-офицерам, обер- и штаб-офицерам. В то же время монастырь был обложен различными церковными налогами.
Кроме того, в 1715 г. митрополичий дом и знатные монастыри новгородской епархии предприняли строительство на Васильевском острове Санкт-Петербурга общее подворье. К участию в этом предприятии привлечен был и Антониев монастырь. Монастырь, обремененный другими повинностями, не имел возможности удовлетворить все денежные требования. Вследствие этого в 1724 г. монастырь был взят под опеку архиерейского дома. В 1727 г. по прошению монастырских вкладчиков монастырю была возвращена самостоятельность, с архимандрией по-прежнему. В 1727 г. настоятелем монастыря был назначен архимандрит Макарий (Молчанов) (1727—1737 гг.).
Большие трудности ожидали монастырь при правлении временщика Бирона, который брал из монастырей и их вотчин, что хотел.
С восшествием на престол Елизаветы Петровны в 1741 г. обстоятельства монастырей изменились к лучшему, и только тогда появилась возможность приступить к исправлению ветхостей и постройке новых каменных зданий.
В 1740-х годах в монастыре сменилось несколько настоятелей: Иосиф (Арбузов) (1741—1742 гг.); Сосипатр (1742—1743 гг.); Митрофан (1743—1747 гг.) в сане архимандритов.
В 1748 году заложены каменные настоятельские кельи в линию с северной оградой в один ряд с казенной палатой. Вместе с тем сложены каменная ограда с северной и западной сторон с воротами на запад, по сторонам ограды — каменные сторожевая и столярная, у северной стены- поварня для варения кваса и пива. После постройки зданий, монастырь оказался тесным, а потому было решено расширить его в южную сторону. С 1754 г. началась кладка новой ограды, также с переходами по ней. Прежняя южная стена между братскими кельями и Иверским корпусом была разобрана. На западных воротах в 1764 г. построена и освящена каменная церковь во имя св. Иоанна Предтечи (западная стена и церковь во имя св. Иоанна Предтечи были полностью разрушены в XX веке).
Таким образом, монастырь значительно расширился и все здания ограда с шестью башнями были уже каменными. Но или из за поспешности постройки, и плохого качества материалов многие здания оказались непрочными и впоследствии излишними.
При архимандрите Марке (1761—1767 гг.), настоятеле Краснохолмского Николаевского Антониева монастыря, в 1764 г. по указу Екатерины II последовало отобрание у монастырей вотчин, а взамен назначено монастырям денежное жалование и оставлено небольшая часть земли и несколько служителей. Антониев монастырь, был включен в число штатных монастырей второго класса.
Все налоги, которые уплачивал монастырь — государственные и церковные, были отменены, военные, бывшие на содержании монастыря, были высланы в бежецкую воеводскую канцелярию.
В конце XVIII века настоятелем Антониева монастыря в течение довольно длительного срока становится архимандрит Иларион (1774—1791). До назначение на этот пост он был сначала иеромонахом, а потом наместником Александро-Невского монастыря в г. Санкт-Петербурге. После семнадцатилетнего управления монастырем, оставив настоятельство, он жил до глубокой старости в Антониевом монастыре на покое, скончался архимандрит Иларион 18 сентября 1797 г. и погребен в паперти на северной стороне Никольского собора.
Во время настоятельства Илариона в 1776 г., 1 марта, последовало открытие города Красного Холма, а по высочайшему повелению Красный Холм, Бежецк и Вышний Волочек с их уездами были приписаны от Новгородской губернии к Тверскому наместничеству.

#### Архимандриты, игумены
- Адриан (1702—1703)
- Иосиф, архимандрит (1703—1714)
- Тарасий, священноархимандрит (1714—1715)
- Иоанникий (1716)
- Серафим I, архимандрит (1717—1724)
- Лаврентий, управитель, наместник, игумен (1725—1726)
- Макарий (Молчанов), архимандрит (1727—1737)
- Венедикт (Коптев), архимандрит (1738—1739)
- Евдоким, управитель (после 1739—1741)
- Иосиф (Арбузов), архимандрит (1741—1742)
- Сосипатр, архимандрит (1742—1743)
- Митрофан, архимандрит (1743—1747)
- Игнатий (Кременецкий), архимандрит (1748—1751)
- Иосиф, игумен (1751—1756)
- Виссарион, архимандрит (1756—1759)
- Феофилакт (Соцкий), управитель (1759)
- Варсонофий, архимандрит (1760—1761; 1767—1774)
- Викентий, управитель (1761)
- Марк, архимандрит (1761—1767) — при нём сделана копия с монастырского «Летописца»
- Иларион (Максимович), архимандрит (1774—1791)- при нём сделана ещё одна копия с монастырского «Летописца»
- Макарий (Новоникитский) (1791)
- Сергий (Клоков), архимандрит (1791—1795)
- Мелетий (1795—1799)

### XIX век
В 1816 году настоятелем монастыря стал Архимандрит Иоасаф (1816—1829), бывший прежде настоятелем Старицкого Успенского монастыря. До 1825 г. он был ректором краснохолмского духовного училища. По старости и болезни ему было разрешено удалиться на покой в Калязин монастырь. Он скончался в 1829 году и погребен на южной стороне Никольского собора.

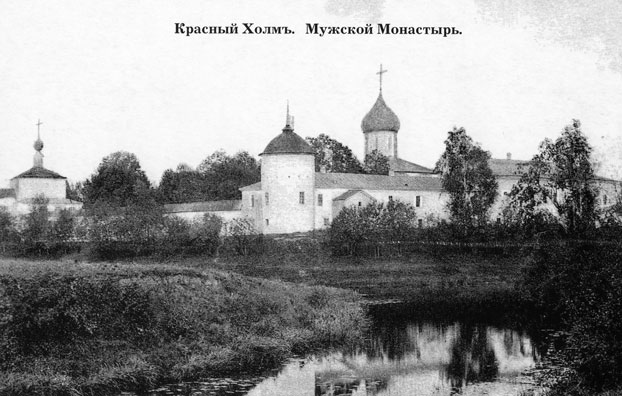
Краснохолмский Николаевский Антониев Монастырь. Открытка начала XX века

При учреждении в 1836 года викариатства в Тверской епархии, когда местом пребывания викарного епископа был определён Желтиков монастырь, штатное положение второго класса Антониева монастыря было перенесено на этот монастырь, а Антониев монастырь был обращен в монастырь третьего класса.
В 1869 года Настоятелем Антониева монастыря становится игумен Анатолий (Смирнов). В 1883 г. увидела свет его книга «Историческое описание Краснохолмского Николаевского Антониева монастыря Весьегонского уезда Тверской губернии». Игумен Анатолий был настоятелем Николаевского Антониева монастыря 30 лет — с 1869 по 1899 год. Это весьма примечательный своей продолжительностью период, если учесть что до него только прп. Антоний Краснохолмский, основатель монастыря, согласно монастырскому «Летописцу», управлял монастырем 20 лет (с 1461 по 1481 год), а после него, вплоть до закрытия, в монастыре сменилось ещё пять настоятелей. В 1899 г. монастырские дела принял новый настоятель — игумен Рафаил.
Известен последний настоятель Антониева монастыря игумен Иоанн (Гречников). Он приступил к исполнению своих обязанностей 27 ноября 1913 г., но в списках братии за 1918 г. значится, что «Настоятель монастыря игумен Иоанн постановлением краснохолмского уездного исполнительного комитета выселен из Тверской губернии, и где теперь находится, монастырю неизвестно».Последние сведения о братии монастыря указывают, что в обители, включая настоятеля, было 12 монахов (три иеромонаха, два игумена) и четыре послушника."

#### Архимандриты, игумены
- Феофан (Некрасов), архимандрит (1800—1801)
- Нектарий (Верещагин), архимандрит (1801—1804)
- Агапит (Скворцов) (1804—1806)
- Анатолий (Связев), архимандрит (июль 1806 — 1808)
- Нектарий (Верещагин), архимандрит (1808—1809)
- Феоктист (Бромцев), архимандрит (1809—1811)
- Серафим II (Муравьев), архимандрит (1812—1816)
- Иоасаф, архимандрит (1816—1829)
- Петр (Владимирский), архимандрит (1829—1832)
- Серафим III, архимандрит (1833—1836)
- Павел (Алимпиев), архимандрит (1836)
- Виктор (Лебедев) (1837—1839)
- Амфилохий (Свешников), архимандрит (1839—1843)
- Иоасаф, управитель (1845)
- Паисий (1843—1853)
- Иннокентий (Одинцов), архимандрит (1853—1861)
- Антоний (Диевский), архимандрит (1861—1864)
- Виктор (Гумилевский) (1864—1869)
- Анатолий (Смирнов), игумен, архимандрит (1869—1899) — первый историограф монастыря, автор «Исторического описания Краснохолмского Николаевского Антониева монастыря Весьегонского уезда Тверской губернии» (Тверь, 1883); в период его настоятельства начинается научное изучение истории монастыря.
- Рафаил (Трухин), архимандрит (1899—1901) — бывший начальник Русской Духовной Миссии в Иерусалиме

### XX век
После революции 1917 года для монастыря настали суровые времена. В списках братии за 1918 год значится, что «Настоятель монастыря игумен Иоанн постановлением краснохолмского уездного исполнительного комитета выселен из Тверской губернии».
Во второй половине 20-х годов XX столетия обитель прекратила свое существование. Монастырь начал подвергаться разорению: значительная часть церковных ценностей была изъята и вывезена, книжные и архивные коллекции разорены, изысканные, представляющие художественную и историческую ценность предметы культа, культуры и быта Средневековья и Нового времени утрачены, уцелело очень немногое. К 1930 году обитель была закртыта.

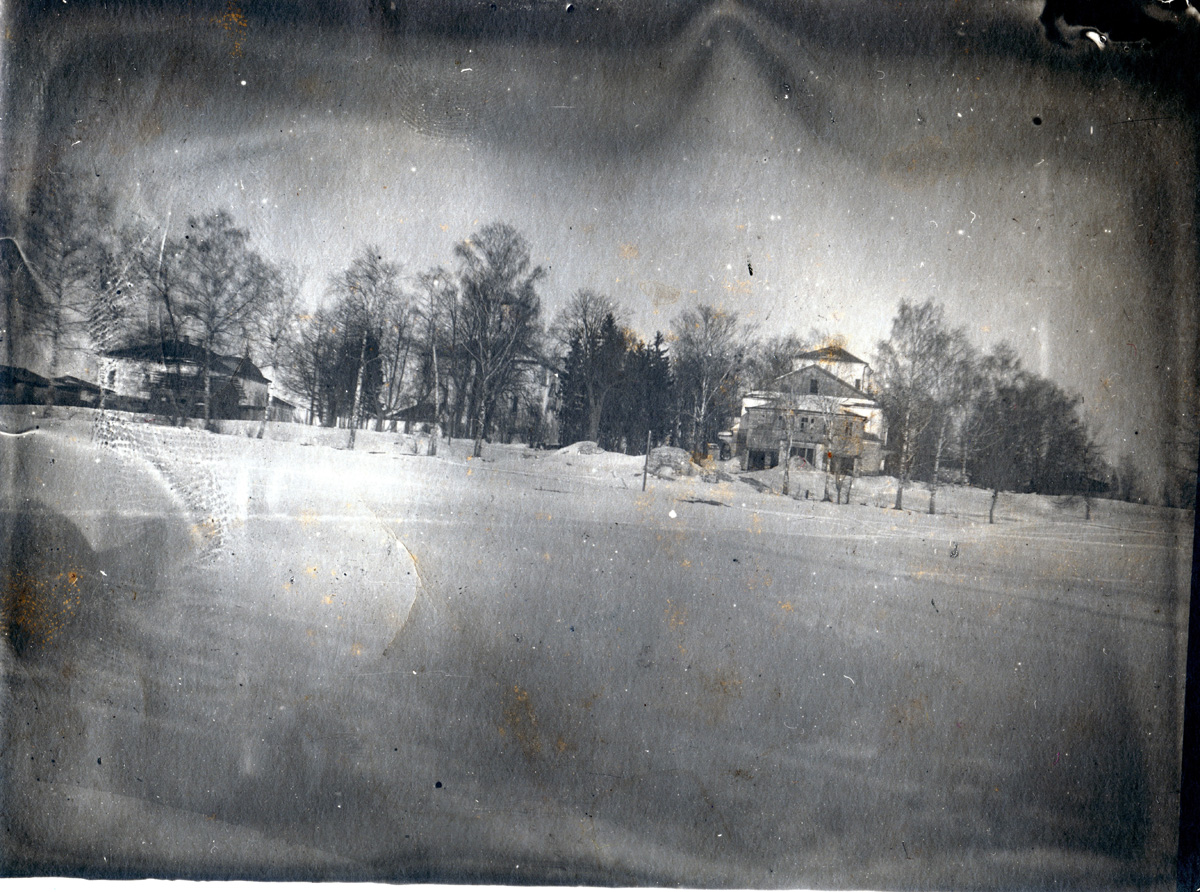
Краснохолмский Николаевский Антониев монастырь, фото 1936 года

Храмы и строения монастыря начали разбирать в конце 30-х годов. На фотографии 1936 года Никольский собор, Церковь Покрова Пресвятой Богородицы, Настоятельский корпус и другие строения монастыря ещё не разрушены. В 1930-е годы были полностью разрушены колокольня и церковь Иоанна Предтечи.
В 1947 году Студенты и аспиранты МАРХИ с научной целью посетили Антониев монастырь и сделали подробные обмеры (планы, фасады и разрезы) уже частично разрушенного Никольского собора. В 1948 году старший инспектор по охране памятников Н. А. Барулин обследовал остатки монастырского комплекса и впервые составил план, на котором были показаны уцелевшие, полуразрушенные и полностью исчезнувшие постройки монастыря.
В 1960 году Краснохолмский Николаевский Антониев монастырь Постановлением Совета Министров РСФСР как архитектурный объект был взят под охрану государства.
В конце 1960-х годов на Никольском соборе проведены первые консервационные работы.
В 1991 году состоялось первое археологическое исследование территории монастыря экспедицией кандидатов искусствоведения Валентин Булкина (СПбГУ) и Алексея Салимова (ТФ ГАСК); вышла в свет статья Всеволод Выголова «Никольский собор Антониева Краснохолмского монастыря (последняя четверть XV в.)», благодаря которой Никольский собор был окончательно введен в историю отечественной архитектуры как уникальный памятник русского зодчества.

#### Архимандриты, игумены
- Павел, строитель, игумен (1902—1907) — в 1904 году благодаря его усилиям были опубликованы царские и архиерейские грамоты XVI—XVIII веков из архива монастыря
- Афанасий, архимандрит (1908—1909)
- Филарет (Денисов), архимандрит (1909—1914)
- Иоанн (Гречников), игумен (1914—1920) — последний настоятель монастыря, дальнейшая судьба которого после 1918 года неизвестна
- Макарий (Миронов), иеромонах, казначей — после ареста настоятеля Иоанна к нему временно и официально перешло управление монастырем; дальнейшая судьба после 1922 года, когда состоялся суд на монахами монастыря, неизвестна

### Современность
В 2005 году был установлен поклонный крест на территории Николаевского Антониева монастыря. Настоятелем Николо-Кладбищенской церкви города Красный Холм священником Василием Симорой возобновлена традиция крестного хода из города к обители преподобного Антония Краснохолмского.
В 2010 году митрополит Тверской и Кашинский Виктор (Олейник) принял решение о подготовке к регистрации монастыря как действующей обители.
В августе 2013 года по благословению епископа Бежецкого и Весьегонского Филарета (Гаврина) было зарегистрировано Краснохолмское Свято-Николаевское архиерейское подворье. Настоятелем подворья назначен иеромонах Силуан (Конев).
В мае 2014 года Антониев монастырь был передан Русской Православной Церкви.
Летом 2017 года на территории монастыря возведена деревянная часовня во имя святителя Николая. 9 сентября 2018 настоятель Краснохолмского Свято-Николаевского архиерейского подворья иеромонах Силуан (Конев) отслужил в еще строящейся часовне первую после начала возрождения монастыря литургию. 19 октября 2018 года на неё была установлена главка. Состоялось освящение часовни.
Осенью 2017 года начаты консервационные работы на Никольском соборе монастыря, которые велись по программе «Культура России 2012—2018».
В настоящее время храмы и другие строения монастыря нуждаются в срочных реставрационных работах.

#### Игумены
- Силуан (Конев), иеромонах (2013 — по настоящее время) — настоятель Краснохолмского Свято-Николаевского архиерейского подворья

## Архитектура

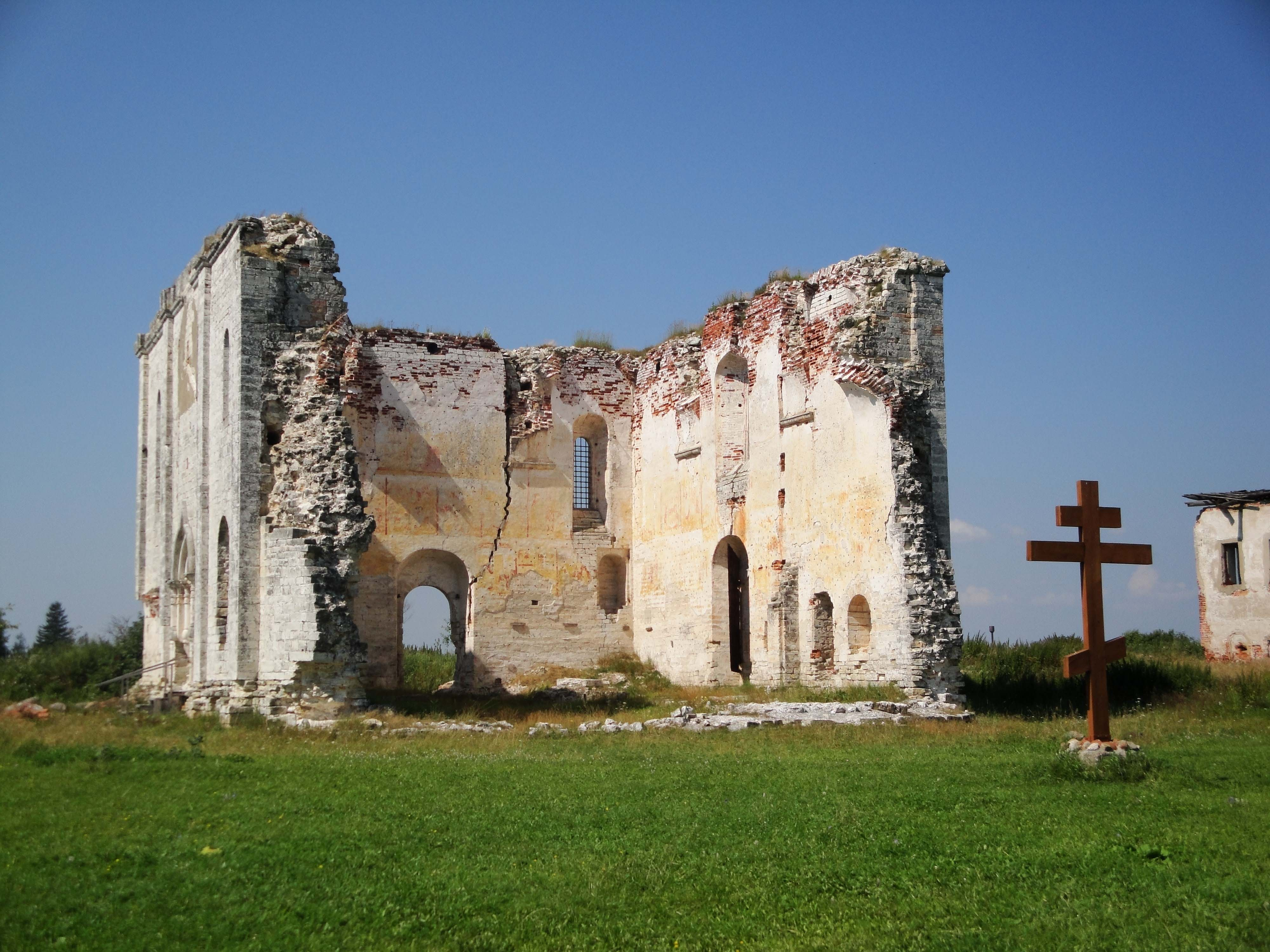
Никольский собор Краснохолмского Николаевского Антониева монастыря (1481—1493 гг.)

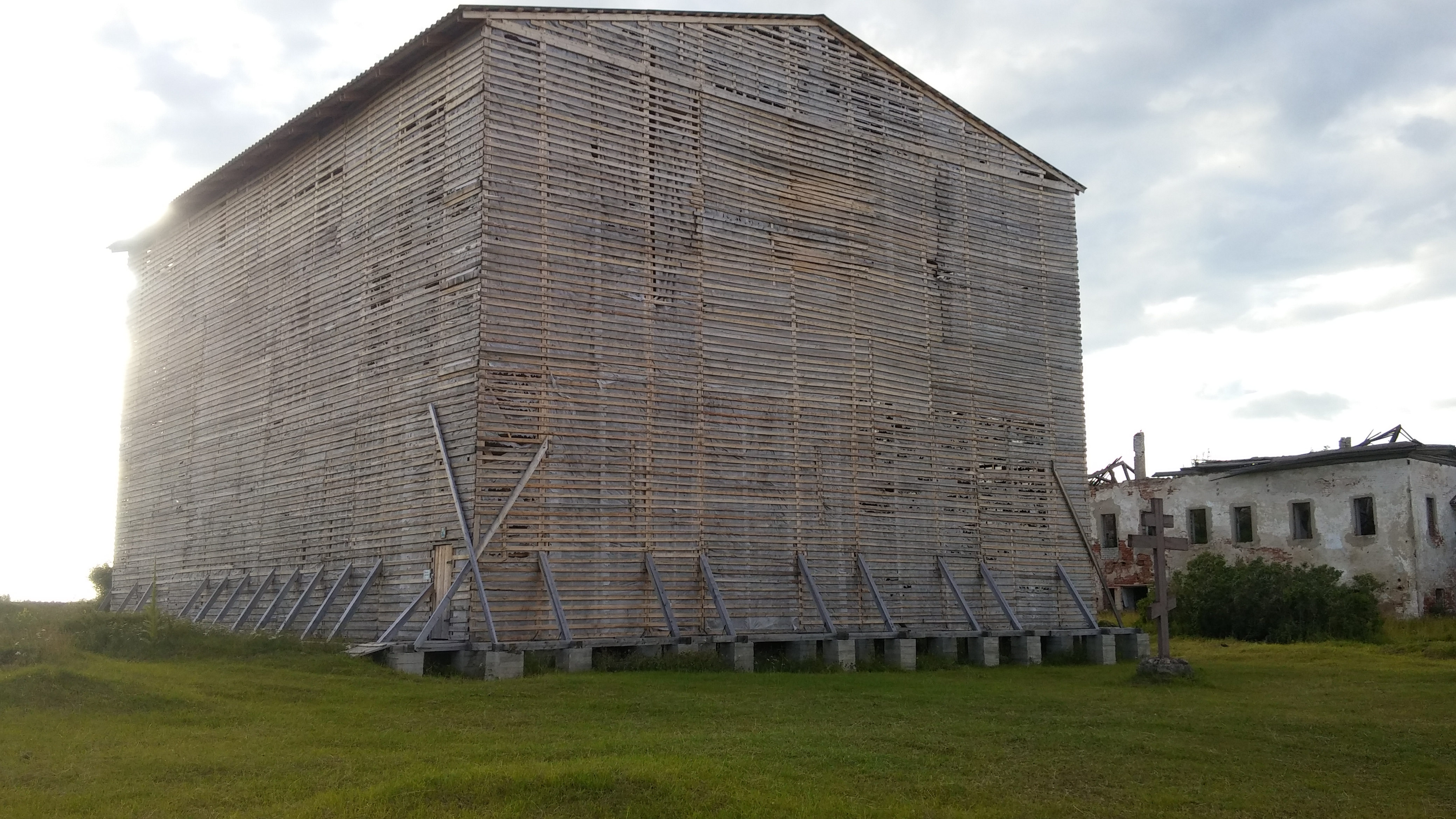
Никольский собор на реставрации

Сохранившиеся каменные строения, имеющих статус объектов культурного наследия федерального значения:
- Никольский собор (1481—1493 гг.) — один из древнейших памятников зодчества на территории Тверской области. Сохранились лишь три стены собора.
- Церковь Покрова Пресвятой Богородицы (1590—1594 гг.)
- Вознесенская Церковь (1690 г.)
- Братский корпус (1685 г.)
- Настоятельский корпус (1748 г.)
- Келейный корпус (над проездными воротами) (1690—1697 гг.)
- Северо-восточная башня (1697 г.)